# Les Ailes de la nuit (film)
Pour les articles homonymes, voir Les Ailes de la nuit.
Pour plus de détails, voir Fiche technique et Distribution.
Les Ailes de la nuit (The Night Flier) est un film d'horreur américain réalisé par Mark Pavia, sorti en 1997, adapté de la nouvelle Le Rapace nocturne de Stephen King.

## Synopsis
Richard Dees est un journaliste de presse à sensations cynique dont la devise est « Ne crois jamais ce que tu publies et ne publie jamais ce que tu crois ». Merton Morrison, son rédacteur en chef au tabloïd Inside View, lui confie une affaire sur un meurtre sanglant dans un aérodrome rural, commis par un aviateur de passage se prenant pour un vampire et enregistré sous le nom de Dwight Renfield. Dees refuse mais revient sur sa décision quand deux nouveaux meurtres sont commis dans un autre aérodrome, les victimes vidées de leur sang. Il récupère l'affaire alors que Morrison l'avait confié entretemps à la journaliste débutante Katherine Blair et part sur les traces du tueur à bord de son propre avion de tourisme.
Recueillant des témoignages, versant des pots-de-vin et allant jusqu'à profaner une tombe pour les besoins de son enquête, Dees pressent que l'affaire est plus étrange qu'il n'y paraît et reçoit des messages lui intimant d'arrêter son enquête. Mécontent de l'attitude de Dees, Morrison envoie Katherine Blair mener sa propre enquête en parallèle. Dees propose à la jeune femme d'unir leurs forces pour traquer le tueur.
Ils retrouvent sa trace à l'aérodrome de Wilmington et, comme il n'a plus besoin d'elle, Dees abandonne Katherine pour continuer seul. Il atterrit à Wilmington et y trouve le Cessna Skymaster de Renfield ainsi que plusieurs personnes massacrées. Après avoir pris plusieurs photographies, il va aux toilettes pour vomir et y est surpris par Renfield, qui s'avère être réellement un vampire. Ce dernier détruit sa pellicule photographique et le force à boire un peu de son sang, ce qui donne à Dees des visions des personnes mortes. Dans un état second, il s'en prend aux cadavres à coups de hache et est abattu par les policiers arrivés sur les lieux avec Katherine. Celle-ci voit Renfield monter dans son avion et décoller mais, adoptant la devise de Dees, elle publie un article faisant de lui le tueur.

## Fiche technique
- Titre : Les Ailes de la nuit
- Titre original : The Night Flier
- Réalisation : Mark Pavia
- Scénario : Mark Pavia et Jack O'Donnell, d'après la nouvelle Le Rapace nocturne de Stephen King
- Photographie : David Connell
- Montage : Elizabeth Schwartz
- Musique : Brian Keane
- Production : Mitchell Galin et Richard P. Rubinstein
- Sociétés de production : New Amsterdam Entertainment et Medusa Produzione
- Pays d'origine : États-Unis, Italie
- Langue : anglais
- Format : Couleur - 1,85:1 - 35 mm - Dolby Digital
- Genre : horreur
- Durée : 93 minutes
- Dates de sortie : 
  - Italie : 25 novembre 1997
  - États-Unis : 6 février 1998
- Film interdit aux moins de 16 ans lors de sa sortie

## Distribution
- Miguel Ferrer  (VF : Philippe Catoire)  : Richard Dees
- Julie Entwisle : Katherine Blair
- Dan Monahan  (VF : Jérôme Rebbot)  : Merton Morrison
- Michael H. Moss : Dwight Renfield
- John Bennes : Ezran Hannone
- Beverly Skinner : Selida McCamon
- Rob Wild : Buck Kendall
- Richard K. Olsen : Clarke Bowie
- Elizabeth McCornick : Ellen Sarch

## Production
Mark Pavia est le réalisateur du moyen métrage Drag, histoire de zombies qui a beaucoup plu à Stephen King et au producteur Richard P. Rubinstein, lesquels collaborent alors sur l'adaptation télévisée du Fléau. L'adaptation du Rapace nocturne est dans le même temps au stade du développement dans la société de production de Rubinstein mais connaît des problèmes de scénario. King et Rubinstein font alors appel à Pavia et à son coscénariste Jack O'Donnell. Ceux-ci suggèrent d'ajouter un personnage féminin chargée d'assister le personnage principal  afin d'offrir un final inédit, idée qui est acceptée avec enthousiasme.
Miguel Ferrer, qui a travaillé pour Rubinstein dans Le Fléau, accepte le rôle principal. Pavia prépare intensément le tournage avec des storyboards très détaillés. Le tournage se déroule à Wilmington et dure trente jours. Une fois terminé, le film est proposé à plusieurs grandes sociétés de distribution mais ne trouve pas preneur et ne connaît donc qu'une sortie limitée au cinéma avant d'être distribué en vidéo.

## Accueil critique
Parmi les critiques positives, Gilles Esposito, de Mad Movies, estime que le film « vaut surtout pour ses qualités d'écriture », ainsi que pour « ses effets gore » et son « héros brutal et vraiment sans scrupules », la réalisation étant quant à elle « de bonne facture » mais « un poil télévisuelle ». Pierre-Yves Taczynski, du site Devildead, évoque une « alternative intéressante aux classiques films de vampires » et met en avant « l'atmosphère angoissante » et « l'analogie journalisme/vampirisme » mais regrette « la monotonie dans la partie centrale du film ». Damien Taymans, du site Cinefantastique, évoque « un petit métrage qui ne paie pas de mine et touche à son but en présentant une variation journalistique et sociologique sur le thème du vampire avant de livrer un final convenu mais sympa ». Pour Lael Loewenstein, de Variety, le film est « un conte de vampires effrayant qui offre également quelques commentaires astucieux sur la soif de sang des journalistes de tabloïd ». Il est porté par un duo d'acteurs « percutant » et bénéficie d'« excellents effets sonores », les effets de maquillage étant par contre « inconsistants ». Pour L'Écran fantastique, Miguel Ferrer « excelle » mais Dan Monahan surjoue et la « thématique majeure du récit demeure intacte ».
Du côté des critiques mitigées ou négatives, Nathan Rabin, de The A.V. Club, évoque une série B qui est « loin d'être aussi mauvaise qu'elle aurait pu l'être » notamment grâce à sa sous-intrigue de duel de journalistes mais où « l'élément horrifique ne fonctionne pas » en raison d'un méchant « plus idiot qu'effrayant ». Stephen Holden, du New York Times, estime que l'histoire est « mal adaptée », « dénuée d'esprit » et n'a qu'un « suspens minimal », le seul point positif étant l'interprétation de Miguel Ferrer. Pour Lisa Schwartzbaum, d'Entertainment Weekly, les similarités entre la presse à sensation et le vampirisme donnent au film « une infusion d'énergie bienvenue », et l'interprétation de Miguel Ferrer lui donne sa « personnalité », mais le film « est conçu de façon impersonnelle » et « n'est pas effrayant ».

## Distinctions
Le film a été nommé au Saturn Award de la meilleure sortie vidéo en 1999.